# Kamilica
Kamilica (lat. Matricaria; hrvatski nazivi titrica, kamilica; narodni nazivi:  bela blažena, rmanj, rman, matornja trava, matornjak), rod jednogodišnjih biljaka i trajnica porodice glavočika među kojima je najpoznatija i najvažnija prava ili njemačka kamilica, rasprostranjena po cijeloj Europi i Aziji. Druga značajna vrsta je žuta titrica ili žuta kamilica (M. discoidea), čija je domovina Sjeverna Amerika. Ime rodu dolazi po latinskoj riječi za maternicu, matrix, ukazujući na njezinu ljekovitost za menstrualne tegobe.
Kamilica voli sunčana zapuštena mjesta i livade, a česta je i uz puteve. Snažnog je mirisa i gorkog je okusa. Može se naći i na rubu šume.

## Vrste
Rod Chamomilla koji je 1821. opisao Gray više nije priznat a njezine vrste danas se vode pod rodovima Matricaria i Tripleurospermum.
U ovaj rod, prema Kew-u uključeno je 5 vrsta:
1. Matricaria aurea (Loefl.) Sch.Bip.
2. Matricaria chamomilla L.
3. Matricaria discoidea DC.
4. Matricaria occidentalis Greene
5. Matricaria tzvelevii Pobed.

## Vanjske poveznice
- Aromatično bilje Hrvatska tehnička enciklopedija, portal hrvatske tehničke baštine. LZMK

|  | Zajednički poslužitelj ima još gradiva o temi Matricaria |
|  | Wikivrste imaju podatke o taksonu Matricaria             |